# Dwory Pierwsze
Dwory Pierwsze (Dwory I) – część miasta Oświęcimia, w jego północno-wschodniej części.
Dawniej była to część wsi Dwory, która do 1932 roku stanowiła gminę jednostkową w powiecie oświęcimskim, a po jego zniesieniu w powiecie bialskim (1932–1934), w województwie krakowskim. 15 września 1934 wraz ze zniesioną gminą jednostkową Kruki utworzyły gromadę Dwory, jedną z 13 gromad nowo powstałej (1 sierpnia 1934) zbiorowej gminy Oświęcim.
Dwory były podzielona na obręby ewidencyjne Dwory I i Dwory II. W związku z reformą administracyjną kraju jesienią 1954, Dwory I włączono do Oświęcimia, natomiast Dwory II do gromady Włosienica.
Obecnie system TERYT wyodrębnia dwie części miasta Oświęcimia – Dwory (SIMC 0925034) i Dwory Pierwsze (SIMC 0925040). Nazwa Dwory odnosi się do ścisłego obszaru dawnej wsi Dwory wzdłuż ulicy Wiejskiej, natomiast nazwa Dwory Pierwsze odnosi się do obszaru przemysłowego wzdłuż ulicy Technicznej. Dwory Drugie (SIMC 0063727) pozostają nadal samodzielną wsią w gminie wiejskiej Oświęcim.